# Guilty (canção de The Rasmus)
"Guilty" é uma canção da banda finlandesa The Rasmus, originalmente lançada no quinto álbum da banda Dead Letters. O single foi lançado em 4 de agosto de 2004 pela gravadora Playground Music. Segundo a banda, a canção é sobre como eles têm negligenciado a sua família e amigos por conta da falta de tempo por natureza de seu trabalho.

## Faixas
CD-single
1. "Guilty" (US Remix) – 3:44
2. "First Day of My Life" [ao vivo] – 4:12
3. "Guilty" (vídeo)

## Videoclipe
O videoclipe de "Guilty" foi filmado em Los Angeles em 2004. No vídeo, a banda está executando a canção em um quarto escuro. Um fotógrafo tem inúmeras fotos de pessoas diferentes, e da banda, mas durante a revelação das fotografias algo parece errado. As fotografias se transformam em representações de pessoas angústiadas, medo e dor para os diferentes aspectos da vida.

## Gráficos
| Ano  | Gráfico       | Melhor posição |
| ---- | ------------- | -------------- |
| 2004 | Finlândia     | 2              |
| 2004 | Suíça         | 43             |
| 2004 | Áustria       | 32             |
| 2004 | Países Baixos | 58             |